# Indiana Pacers 1973-1974
La stagione 1973-74 degli Indiana Pacers fu la 7ª nell'ABA per la franchigia.
Gli Indiana Pacers arrivarono secondi nella Western Division con un record di 46-38. Nei play-off vinsero la semifinale di division con i San Antonio Spurs (4-3), perdendo poi la finale di division con gli Utah Stars (4-3).

## Roster
| N° | Naz.                   | Ruolo | Sportivo        | Anno | Alt. | Peso |
| -- | ---------------------- | ----- | --------------- | ---- | ---- | ---- |
| 10 | Stati Uniti (bandiera) | G     | Don Buse        | 1950 | 193  | 86   |
| 11 | Stati Uniti (bandiera) | G     | Billy Keller    | 1947 | 178  | 80   |
| 13 | Stati Uniti (bandiera) | G     | Donnie Freeman  | 1944 | 191  | 84   |
| 14 | Stati Uniti (bandiera) | G     | Freddie Lewis   | 1943 | 183  | 79   |
| 20 | Stati Uniti (bandiera) | AC    | Darnell Hillman | 1949 | 206  | 98   |
| 22 | Stati Uniti (bandiera) | A     | Bob Arnzen      | 1947 | 196  | 93   |
| 22 | Stati Uniti (bandiera) | A     | Johnny Baum     | 1946 | 196  | 91   |
| 24 | Stati Uniti (bandiera) | AC    | Bob Netolicky   | 1942 | 206  | 100  |
| 24 | Stati Uniti (bandiera) | C     | Bill Newton     | 1950 | 206  | 100  |
| 30 | Stati Uniti (bandiera) | AC    | George McGinnis | 1950 | 203  | 107  |
| 33 | Stati Uniti (bandiera) | G     | Larry Cannon    | 1947 | 193  | 88   |
| 34 | Stati Uniti (bandiera) | C     | Mel Daniels     | 1944 | 206  | 100  |
| 35 | Stati Uniti (bandiera) | GA    | Roger Brown     | 1942 | 196  | 93   |
| 43 | Stati Uniti (bandiera) | G     | Kevin Joyce     | 1951 | 191  | 86   |

## Staff tecnico
- Allenatore: Slick Leonard
- Preparatore atletico: David Craig